# روسيلا راتو
روسيلا راتو (بالإيطالية: Rossella Ratto)‏ (و. 1993  م) هي دراجة إيطالية، ولدت في مونكالييري.

## سجل الفوز

### سباقات أو مراحل فاز بها
| التاريخ        | السباق                                                       | المركز                   |
| -------------- | ------------------------------------------------------------ | ------------------------ |
| 01 يناير 2010  | 2010 UCI Road World Championships – Junior women's road race |                          |
| 18 يوليو 2010  | 2010 European Road Cycling Championships Women U19 RR        |                          |
| 15 يوليو 2011  | 2011 European Road Cycling Championships Women U19 ITT       | الفائز في التصنيف العام  |
| 17 يوليو 2011  | 2011 European Road Cycling Championships Women U19 RR        | الفائز في التصنيف العام  |
| 07 يوليو 2012  | طواف إيطاليا للسيدات 2012                                    | الثالث في تصنيف أفضل شاب |
| 01 يناير 2013  | سباق الدراجات على الطريق للسيدات 2013                        | العاشر في تصنيف النقاط   |
| 24 مارس 2013   | تروفيو ألفريدو بيندا كومون دي سيتيجليو 2013                  | الثامن في التصنيف العام  |
| 26 مايو 2013   | Gooik–Geraardsbergen–Gooik 2013                              | الثامن في التصنيف العام  |
| 23 يونيو 2013  | سباق الطريق للسيدات في بطولة إيطاليا 2013                    |                          |
| 07 يوليو 2013  | طواف إيطاليا للسيدات 2013                                    | الثاني في تصنيف أفضل شاب |
| 18 يوليو 2013  | 2013 European Road Cycling Championships Women U23 ITT       |                          |
| 28 أغسطس 2013  | 2013 تور دي آرديش للسيدات                                    |                          |
| 28 سبتمبر 2013 | سباق الطريق للسيدات في بطولة العالم 2013                     |                          |
| 21 يونيو 2014  | 2014 Giro del Trentino-Alto Adige-Südtirol                   |                          |
| 07 سبتمبر 2014 | 2014 تور دي آرديش للسيدات                                    |                          |
| 11 أكتوبر 2014 | طواف إيميليا للسيدات 2014                                    | الفائز في التصنيف العام  |
| 06 سبتمبر 2015 | 2015 تور دي آرديش للسيدات                                    |                          |
| 30 مايو 2016   | Winston-Salem Cycling Classic Women 2016                     | الفائز في التصنيف العام  |
| 04 أكتوبر 2018 | سباق الدراجات ضد الساعة للسيدات في بطولة إيطاليا 2018        |                          |

## روابط خارجية
- روسيلا راتو على موقع الاتحاد الدولي للدراجات (الإنجليزية)
- روسيلا راتو على موقع أرشيف الدراجات (الإنجليزية)
- روسيلا راتو على موقع إحصائيات الدراجات الإحترافية (الإنجليزية)
- روسيلا راتو على موقع نسبة الدراجات (الإنجليزية)
- روسيلا راتو على موقع CycleBase (الإنجليزية)